# 塞库尼亚戈
塞库尼亚戈（義大利語：Secugnago），是意大利洛迪省的一个市镇。总面积6平方公里，人口2048人，人口密度341.3人/平方公里（2009年）。ISTAT代码为098052。